# Estado (informática)
En Ciencias de la computación y en Teoría de autómatas, un estado es una configuración única de información en un programa o máquina. Esto es un concepto que ocasionalmente se ha extendido en varias formas de programación de sistemas tales como lexers y Parsers.
Si el autómata en cuestión es una Máquina de estados finitos, un Autómata con pila o una auténtica Máquina de Turing, un estado es un conjunto particular de instrucciones las cuales serán ejecutadas en respuesta a la entrada de la máquina. Se puede pensar en el estado como algo análogo a la memoria principal de la computadora. El comportamiento del sistema es una función de (a) la definición del autómata, (b) la entrada y (c) el estado actual.
- Estados Compatibles son estados de una máquina de estados los cuales no tienen conflictos para ningún valor de entrada. Así para cada entrada, ambos estados deben tener la misma salida, y ambos estados deben tener el mismo sucesor (o sucesores sin especificar) o ambos no deben cambiar. Los estados compatibles son redundantes si aparecen en la misma máquina de estados.
- Estados Equivalentes son los estados de una máquina de estados los cuales, para cada posible secuencia de entrada, la misma secuencia de salida será producida - sin importar cual estado es el estado inicial.
- Estados Distinguibles son estados en una máquina de estados los cuales tienen al menos una secuencia de entrada la cual causa secuencias de salida diferentes - sin importar cual estado es el estado inicial.

En procesamiento de información, un estado es el conjunto completo de propiedades (por ejemplo, su nivel de energía, etc. mirar Estado físico) transmitidos por un objeto a un observador por medio de uno o más canales de comunicación. Cualquier cambio en la naturaleza o cantidad de tales propiedades del estado se detecta por un observador y así ocurre una transmisión de información.
Un Sistema de información o protocolo que se basa en estados se dice que es con estado. Uno que no lo es por el contrario se le denomina sin estado. Por ejemplo, hay firewalls y servidores sin estado, y HTTP se considera un protocolo sin estado. Una Codificación de caracteres como por ejemplo ISO 2022 se dice que es con estado si la interpretación del valor del código particular depende de los valores de código que lo precedieron.